# Vendredi

Vendredi (3.v.l.) am Start bei Paris–Roubaix 1896

Vendredi, eigentlich Hypolite Figaro, (* Mauritius) war ein französischer Radsportler.
Hypolite Figaro trug als Radsportler das Pseudonym Vendredi (dt.=Freitag). Dieser Name war wahrscheinlich die Idee eines Managers und nahm Bezug auf die Figur des schwarzen Gefährten von Robinson Crusoe. 1895 wurde er Neunter bei Bordeaux–Paris, und 1896 startete er bei der ersten Austragung von Paris–Roubaix. Da die Teilnahme eines farbigen Radsportlers bei einem Straßenrennen bemerkenswert war, wurde er mit besonderem Applaus bedacht. Er erreichte das Ziel in Roubaix mit einem Rückstand von vier Stunden und 22 Minuten auf den Sieger Josef Fischer und belegte Rang 17 (von 28).

Anküdigung eines Radsportler Vendredi

Vendredi bestritt auch Rennen auf der Bahn, so etwa 1898 auf der Radrennbahn von Den Haag ein Steherrennen. Dabei wurde er auf den Plakaten als den Parijsche neger angekündigt. Mehrfach hatte er bei Steherrennen lebensgefährliche Unfälle. Bei einem Rennen auf der Riehler Radrennbahn in Köln im Jahre 1903 flog er mitsamt Rad in das Publikum, weil er die ungewöhnliche Angewohnheit hatte, seine Füße an den Pedalen festzubinden.
Über seinen weiteren Lebensweg ist nichts bekannt.